# Red Jacket (jugador de lacrosse)
Red Jacket va ser un jugador de lacrosse canadenc, membre dels mohawks de les Primeres Nacions, que va competir a principis del segle xx. El 1904 va prendre part en els Jocs Olímpics de Saint Louis, on guanyà la medalla d'or en la competició per equips de Lacrosse, com a membre de l'equip Mohawk Indians.